# Apocalipse 2
Apocalipse 2 é o segundo capítulo do Livro do Apocalipse (também chamado de "Apocalipse de João") no Novo Testamento da Bíblia cristã. O livro todo é tradicionalmente atribuído a João de Patmos, uma figura geralmente identificada como sendo o apóstolo João.

## Texto
O texto original está escrito em grego koiné e contém 29 versículos. Alguns dos mais antigos manuscritos contendo porções deste capítulo são:
- Papiro 98 (século II, versículo 1)
- Papiro 115 (c. 275, versículos 1-3, 13-15, 27-29)
- Codex Sinaiticus (330-360, completo)
- Codex Alexandrinus (400-440, completo)
- Codex Ephraemi Rescriptus (c. 450, completo)
- Papiro 43 (séculos VI/VII, versículos 12-13)

## Estrutura
Este capítulo pode ser dividido em 4 seções distintas, todas referentes a mensagens às sete igrejas da Ásia enviadas pelo Filho do Homem através de João em sua visão em Apocalipse 1:
- Mensagem à igreja de Éfeso, a "Igreja sem amor" (versículos 1-7)
- Mensagem à igreja de Esmirna, a "igreja perseguida" (versículos 8-11)
- Mensagem à igreja de Pérgamo, a "igreja que cedeu" (versículos 12-17)
- Mensagem à igreja de Tiatira, a "igreja corrupta" (versículos 18-29)
  - Em Apocalipse 2:27 há uma referência a Salmos 2:9

Em Apocalipse 3 estão as mensagens às três igrejas restantes.

## Versículo 14
Este versículo — «Tenho, porém, contra ti umas poucas de coisas, porque tens aí aos que seguem o ensino de Balaão, que ensinava a Balaque a pôr uma pedra de tropeço diante dos filhos de Israel, isto é, a comer das coisas sacrificadas aos ídolos e a fornicar» (Apocalipse 2:14) — faz uma referência à "doutrina que Balaão ensinou a Balaque" em Números 25:1, no Antigo Testamento, no contexto da guerra entre israelitas e moabitas. Segundo essa doutrina, Balaque deveria enviar as mais belas mulheres que encontrasse em seu reino para tentar os homens de Israel levando-os à corrupção (fornicação) e daí à idolatria, o que seria uma vantagem para os moabitas, pois enfureceria Deus contra seu povo. Os israelitas de fato sucumbiram e comeram carne que havia sido sacrificada aos ídolos, chegando a se curvarem a Baal Peor. Porém, o texto em Números não é explícito ao indicar que esta doutrina teria sido revelada a Balaque por Balaão, o que é apenas sugerido em Números 31:15 (contudo, os comentaristas judaicos são explícitos em relação a isto). Jonathan ben Uzziel, um dos tanaítas targumistas de Números 24:14, cita as seguintes palavras de Balaão: "Venha para que vos aconselhe (falando a Balaque): vá e crie estalagens; coloque nelas prostitutas e venda comida e bebida a preços baixos; e este povo virá e comerá e beberá e se embebedarão e deitarão com elas, negando seu deus; e eles cairão rapidamente em suas mãos e muitos deles cairão". Esta, portanto, seria a pedra de tropeço que Balaão aconselhou que Balaque, o filho de Zipor, lançasse diante dos israelitas.
Tanto Filão quanto Flávio Josefo fazem referência a esta doutrina de Balaão, exatamente com o mesmo objetivo. A "Crônica Samaritana" afirma que esta doutrina agradava ao rei e ele enviou ao acampamento de Israel, num sabá, 24 000 mulheres jovens, por quem os israelitas foram de tal forma seduzidas que chegaram a fazer tudo o que elas desejaram; este foi exatamente o número de israelitas mortos em combate (Números 25:9).

## Versículo 20
Este versículo — «Tenho, porém, contra ti que toleras a mulher Jezabel, que se chama a si mesma profetiza; ela ensina e seduz os meus servos a fornicar e a comer das carnes sacrificadas aos ídolos» (Apocalipse 2:20) — faz referência a uma mulher chamada Jezebel (ou à "tua mulher Jezebel", como na Bíblia siríaca e na complutense), o mesmo nome da mulher de Acabe, o sétimo rei de Israel. Em hebraico, seu nome é "Izebel", mas aparece como "Jezebel" na Septuaginta (como em I Reis 16:31). Flávio Josefo a chama de "Jezabela"; a Bíblia etíope a chama de "Elzabel". Ela era filha de um pagão e, como ela era esposa de Acabe, uma rainha portanto, também assim a "Prostituta da Babilônia" se autodenomina. Além disso, assim como Jezebel era famosa por suas pinturas era também por sua pretensa piedade e santidade e pela suntuosidade de sua devoção; e ela era notável por sua idolatria, lascívia, bruxaria e pela perseguição cruel aos profetas do Deus de Israel; e pelos assassinatos e pelo sangue inocente que ela derramou. E como Jezebel, que instigou Acabe contra os homens bons e fiéis, da mesma forma a Prostituta da Babilônia, a mãe de todas as meretrizes, será atirada ao mar e desaparecerá (compare II Reis 9:7 com Apocalipse 17:1).